# Corynosoma singularis
Corynosoma singularis är en hakmaskart som beskrevs av Skrjabin och Nilolskii 1971. Corynosoma singularis ingår i släktet Corynosoma och familjen Polymorphidae. Inga underarter finns listade i Catalogue of Life.